# Fontaine Boucherat
La fontaine Boucherat est un monument du 3e arrondissement de Paris.

## Localisation
Pour autant que l’on connaisse l’étendue exacte de cette place, la fontaine Boucherat fait maintenant partie de la place Olympe-de-Gouges.
La fontaine Boucherat est située à l’angle de la rue de Turenne (la fontaine jouxte le no 133 de la rue de Turenne) et de la rue Charlot (la fontaine jouxte le no 70 de la rue Charlot).

## Histoire
Édifiée en 1697 par l’architecte parisien Jean Beausire, elle porte le nom du chancelier Louis Boucherat.
Monument quadrangulaire classique avec fronton triangulaire orné, elle comporte au-dessus du mascaron une inscription latine remerciant le roi Louis XIV pour la paix qu’il vient de signer à Ryswyck aux Pays-Bas le 20 septembre 1697 :
FAVSTA PARISIACAM LODOICO REGE PER VRBEM
PAX VT FVNDET OPES FONS ITA FVNDIT AOVAS
De même que, Louis étant roi, une heureuse paix répandra sa force bienfaisante
à travers la ville de Paris, de même cette fontaine laisse échapper ses eaux
Il manque un trait ou ce trait n’est pas visible : AOVAS est à lire AQVAS.
Au-dessous, une autre plaque est apposée :
ERIGEE PAR L'ARCHITECTE 
JEAN BEAUSIRE
EN 1699
ET AINSI DENOMMEE EN L'HONNEUR DU 
CHANCELIER BOUCHERAT
Les noms des rues Charlot et de Boucherat (ancienne dénomination de cette partie de la rue de Turenne) sont gravés sur les deux faces latérales de la fontaine. Le nombre 14 gravé en dessous du nom des rues correspondait au quartier tel que défini par l'ordonnance de police du 30 juillet 1729.
La rue de Boucherat tirait son nom de Louis Boucherat, chancelier de France, qui exécuta l'édit sur la révocation de l'édit de Nantes signé par son prédécesseur.

## Entretien
La ville de Paris a procédé à sa remise en eau en 1993. Par mesure d’économie, un bouton-poussoir permet de faire couler un filet d’eau.

## Protection
La fontaine publique dite « fontaine Boucherat » fait l’objet d’une inscription au titre des monuments historiques depuis le 17 mars 1925.

## Galerie

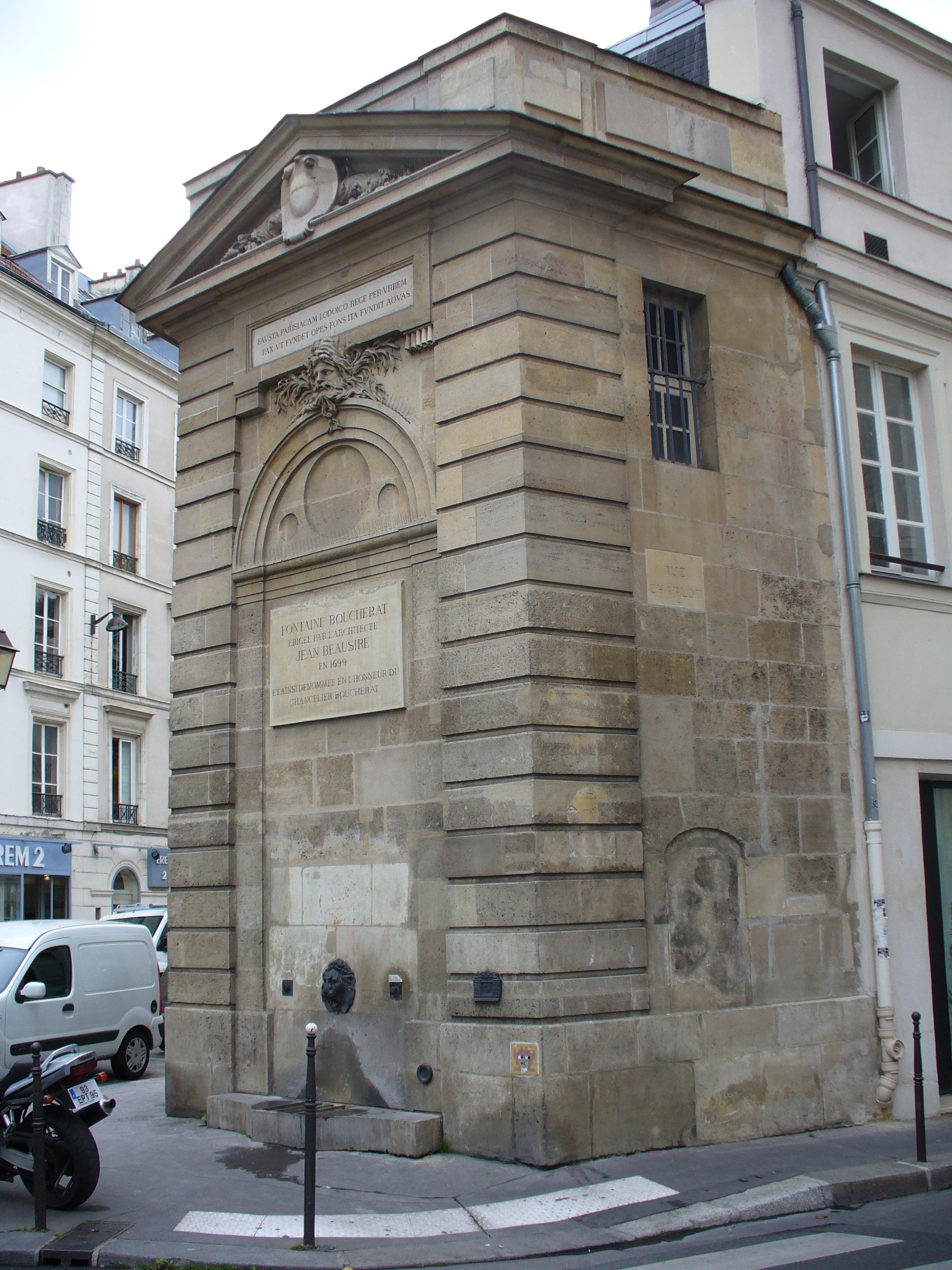
La fontaine Boucherat, côté rue Charlot.
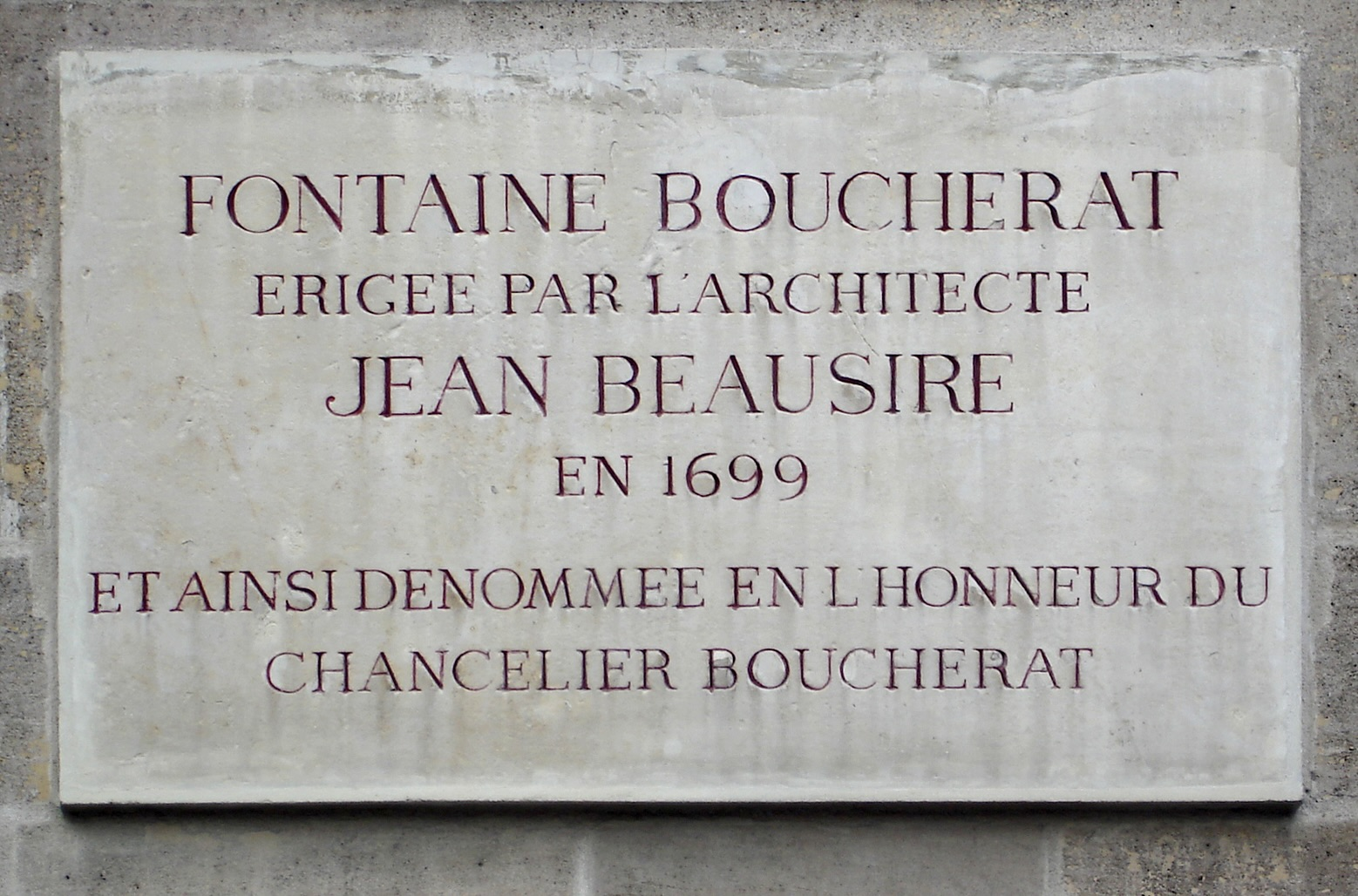
Plaque donnant le nom de la fontaine et son architecte.
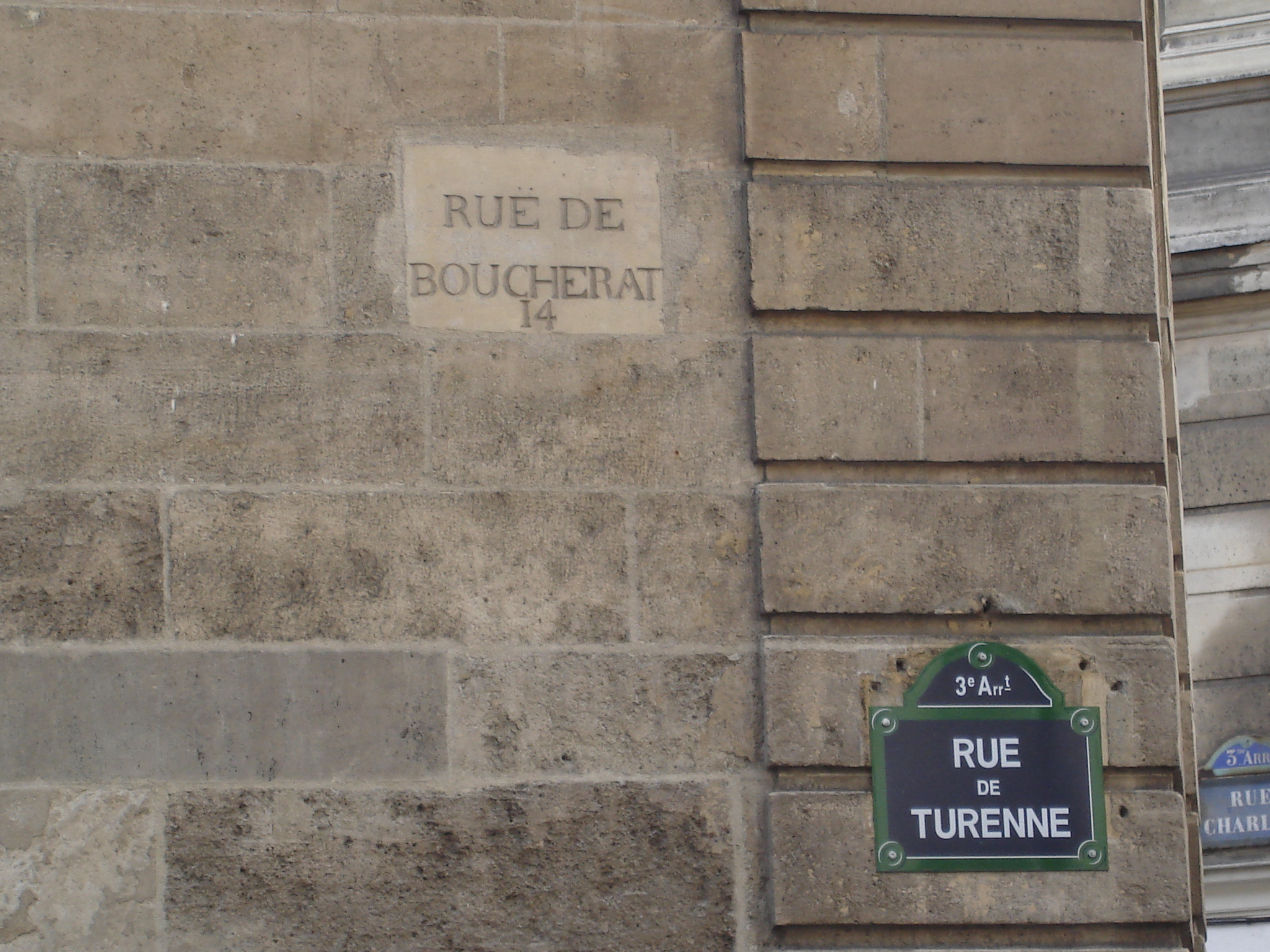
Ancien nom de la rue gravée, et plaque avec le nouveau nom.
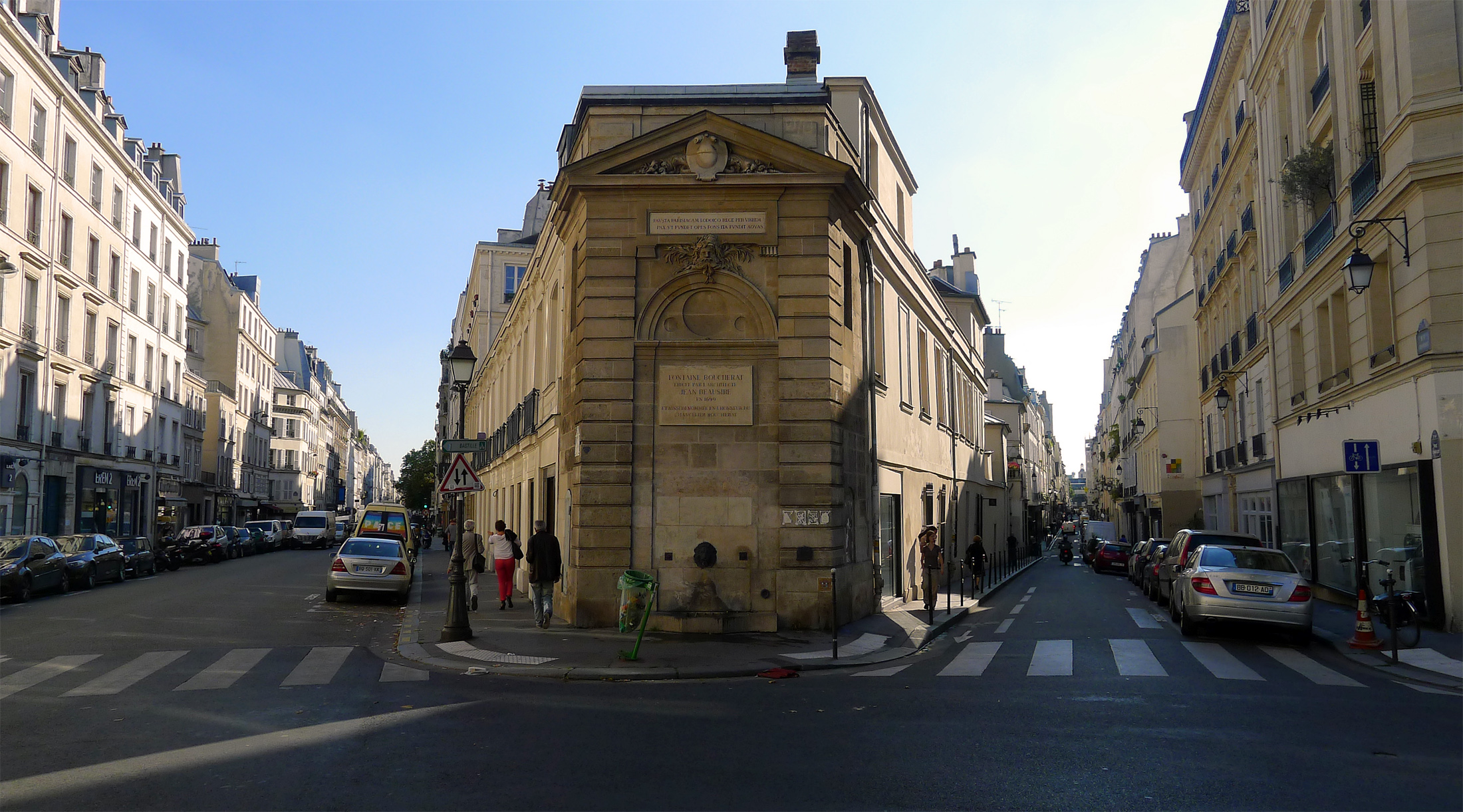